# 弗玛物流
弗玛物流（法語：FM Logistic）是一家法国企业，提供仓储、再包装、运输和供应链管理业务。在全球12个国家设有分公司，拥有员工12000名。

## 历史
- 1967 : Faure & Machet成立，开展运输业务
- 1982 : 在法国Brumath建立了第一个操作平台，开始仓储业务
- 1987 : 开始再包装业务
- 1994 : 扩展欧洲业务：俄罗斯第一个操作点建立
- 1995 : 波兰第一个操作点建立
- 1996 : 捷克第一个操作点建立
- 1997 : 乌克兰第一个操作点建立
- 1998 : Faure & Machet重組，成为FM Logistic
- 1999 : 斯洛伐克第一个操作点建立
- 2003 : 罗马尼亚第一个操作点建立
- 2004 : 开始拓展业务至全球，在比利时、中国建立第一个操作点
- 2005 : 收购了Premium Logistics国际子公司，并在西班牙、意大利、匈牙利建立新操作点
- 2006 : 接管家乐福在法国Avignon和Etampes的业务
- 2007 : 发展南欧业务
- 2009 : 在波兰、罗马尼亚、俄罗斯、中国建立新物流操作平台
- 2010 : 弗玛物流与 AEXXDIS 合并业务

## 2010集团数据
- 6.39亿欧元(31/03/2010)
- 超过2百万平方米的仓储面积
- 200条再包装生产线
- 每年包装9亿个产品
- 每年生产2亿个最终商品
- 每年1百万次交货

## 高层人员
- Claude Faure，FM集团主席
- Jacky Gervis，联席CEO
- Jean-Christophe Machet，联席CEO
- Hervé Dujardin，集团销售总监
- Gilles Faure，亚洲区总经理
- Marie-Laure Schreiber，企业文化与传播总监
- Olivier Faure，技术采购与信息系统总监

## 子公司
- AEXXDIS FM医药供应链，致力于为医药行业提供物流服务
- NG Concept，专门从事建筑设计和施工
- FM2i，致力于IT设计和IT解决方案的实施，优化供应链操作